# ジョン・レッシャー
ジョン・レッシャー（John Lesher, 1966年5月12日 - ）は、アメリカ合衆国の映画プロデューサーである。2014年の映画『バードマン あるいは（無知がもたらす予期せぬ奇跡）』のプロデューサーの1人を務めたことにより第87回アカデミー賞作品賞を受賞した。

## キャリア
レッシャーはインディペンデント映画スタジオのLBIエンターテインメントのプロデューサーである。初めてクレジットされた映画はデヴィッド・エアー監督の警察ドラマ『エンド・オブ・ウォッチ』（2012年）である。2014年には同じくエアーが監督した戦争ドラマ『フューリー』、さらにアレハンドロ・ゴンサレス・イニャリトゥ監督の『バードマン あるいは（無知がもたらす予期せぬ奇跡）』をプロデュースしてアカデミー作品賞を獲得した。2015年にはジョニー・デップ主演の『ブラック・スキャンダル』を製作する。

## フィルモグラフィ
- エンド・オブ・ウォッチ End of Watch (2012) 製作
- マイ・ブラザー 哀しみの銃弾 Blood Ties (2013) 製作
- フューリー Fury (2014) 製作
- バードマン あるいは（無知がもたらす予期せぬ奇跡） Birdman (2014) 製作
- ワイルド・ギャンブル Mississippi Grind (2015) 製作総指揮
- ブラック・スキャンダル Black Mass (2015) 製作
- 荒野の誓い Hostiles (2017) 製作
- ビーチ・バム まじめに不真面目 The Beach Bum (2019) 製作
- TOKYO VICE Tokyo Vice  (2022）製作総指揮